# 濰川縣
濰川縣（越南语：／）是越南广南省下辖的一个县。面积298平方公里，2018年总人口142430人。

## 地理
潍川县北接会安市和奠磐市社，西北接大禄县，西南接桂山县，南接升平縣，东临南海。

## 历史
1994年8月29日，潍川市镇和潍安社合并为南福市镇。
1996年11月6日，广南-岘港省分设为广南省和直辖岘港市；潍川县划归广南省管辖。
2024年10月24日，越南国会常务委员会通过决议，自2025年1月1日起，潍秋社并入潍新社。

## 行政区划
潍川县下辖1市镇12社，县莅南福市镇。
- 南福市镇（Thị trấn Nam Phước）
- 潍洲社（Xã Duy Châu）
- 潍海社（Xã Duy Hải）
- 潍和社（Xã Duy Hòa）
- 潍义社（Xã Duy Nghĩa）
- 潍富社（Xã Duy Phú）
- 潍福社（Xã Duy Phước）
- 潍山社（Xã Duy Sơn）
- 潍新社（Xã Duy Tân）
- 潍城社（Xã Duy Thành）
- 潍贞社（Xã Duy Trinh）
- 潍中社（Xã Duy Trung）
- 潍荣社（Xã Duy Vinh）

## 古迹
潍川县古为占城美山圣地，古迹已被纳入世界遗产名录。